# John Wesley Powell

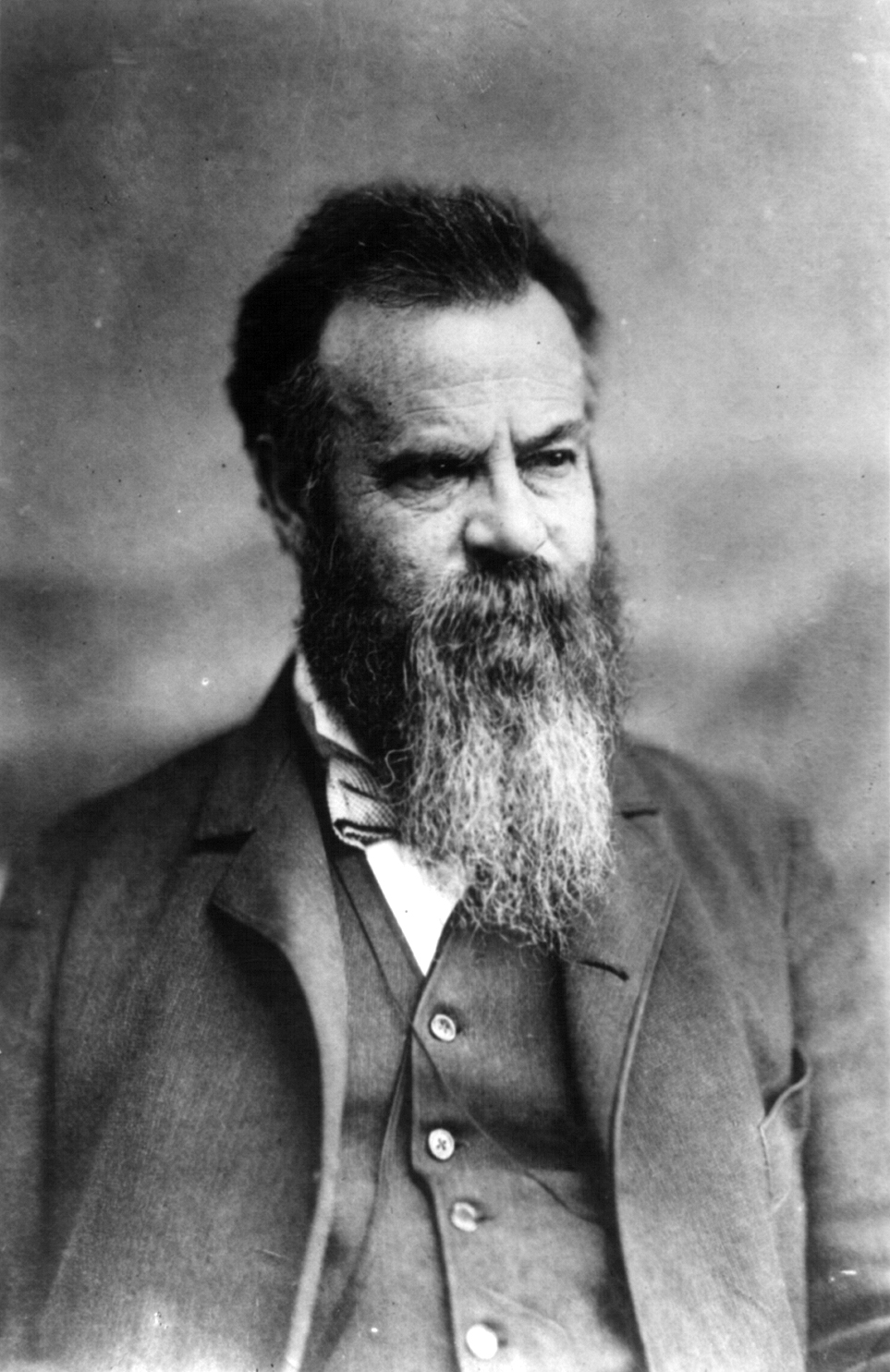
John Wesley Powell

John Wesley Powell (Mount Morris, 24 maart 1834 – North Haven, 23 september 1902) was een Amerikaans soldaat, geoloog en ontdekkingsreiziger van de Colorado en de Grand Canyon. Hij is bekend van de geografische expeditie van 1869, een tocht van drie maanden op de Green River en de Colorado.
Hij werd de eerste directeur van het Bureau of Ethnology aan het Smithsonian Institution.

## Levensloop
John Wesley Powell was de zoon van Joseph en Mary Powell. Zijn vader was een arme predikant, die in 1830 vanuit Shrewsbury in Engeland naar de USA was geëmigreerd. Zijn familie trok naar het westen, eerst naar Jackson in Ohio, dan naar Wisconsin om zich ten slotte te vestigen in het landelijke Boone County, in de staat Illinois.
Als jongeman ondernam hij een aantal tochten door de vallei van de Mississippi. In 1855 trok hij vier maanden te voet door Wisconsin. Het jaar later roeide hij via de Mississippi vanaf St. Anthony in Minnesota naar de zee. Hij ondernam ook tochten per boot op de Ohio en de Illinois.

### Opleiding
Powell studeerde gedurende zeven jaar aan twee colleges maar behaalde geen diploma. Hij verkreeg kennis van Oudgrieks en Latijn en was vooral geïnteresseerd in natuurwetenschap. Toen hij de burgeroorlog als onvermijdelijk zag, ging hij zich bekwamen in de kennis van militaire strategie en engineering.

### De Burgeroorlog en de nasleep
Powell koos de kant van de Unie en daarmee ook voor de afschaffing van de slavernij. Hij nam dienst in 1861 en werd cartograaf, topograaf en genist. Powell klom op tot de rang van kapitein bij de 2nd Illinois Light Artillery. Tijdens de slag bij Shiloh verloor hij het grootste deel van zijn rechterarm door een Minié-kogel, terwijl hij het bevel gaf om te vuren. Hij bleef in dienst en nam nog aan een aantal veldslagen deel en promoveerde tot luitenant-kolonel. Na de oorlog werd hij docent geologie aan een universiteit in Illinois en gaf lezingen. Een betrekking om het westen van de USA te verkennen wees hij af.

### Geologisch onderzoek
Na 1867 ondernam hij een aantal expedities in de Rocky Mountains en rond de Green en de Colorado. Bij een van de expedities vergezelde zijn vrouw hem, samen met zijn studenten, om specimen van Colorado te verzamelen. Powell en zes anderen waren, in 1868, de eerste blanken die Longs Peak (4346 m) in Colorado beklommen.
In 1869 begon zijn voorbereiding om de Colorado en de Grand Canyon te verkennen. Hij selecteerde negen gezellen, vier boten en voedsel voor tien maanden. Hij vertrok vanaf Green River (Wyoming) op 24 mei.Via een aantal gevaarlijke stroomversnellingen bereikte hij de samenvloeiing van de Green river met de Colorado, nu gelegen in Canyonlands National Park. Hij beëindigde de tocht op 30 augustus 1869.
Een man (Goodman) verliet de groep na de eerste maand, en drie anderen stapten eruit in de Separation Canyon in de derde maand. Dat was amper twee dagen vooraleer de groep de monding van de Virgin bereikte op 30 augustus, na een tocht van 1500 km. De drie laatsten verdwenen; er werd verondersteld dat ze gedood waren door Paiute, of door mormonen in de plaats Toquerville.
Powell volgde voor een gedeelte dezelfde route in 1871-1872 tijdens een andere expeditie over de Colorado vanaf Green River tot Kanab Creek in de Grand Canyon. Tijdens deze tocht werd er wel gefotografeerd (door John K. Hillers); en ze resulteerde verder in een accurate kaart en notities. Toen Powell deze reis voorbereidde, verzekerde hij zich van de diensten van Jacob Hamblin, een mormoonse predikant in zuidelijk Utah en noordelijk Arizona die uitstekende relaties had met de indianen. Hamblin fungeerde als onderhandelaar om de veiligheid van de groep te verzekeren.

## Galerij

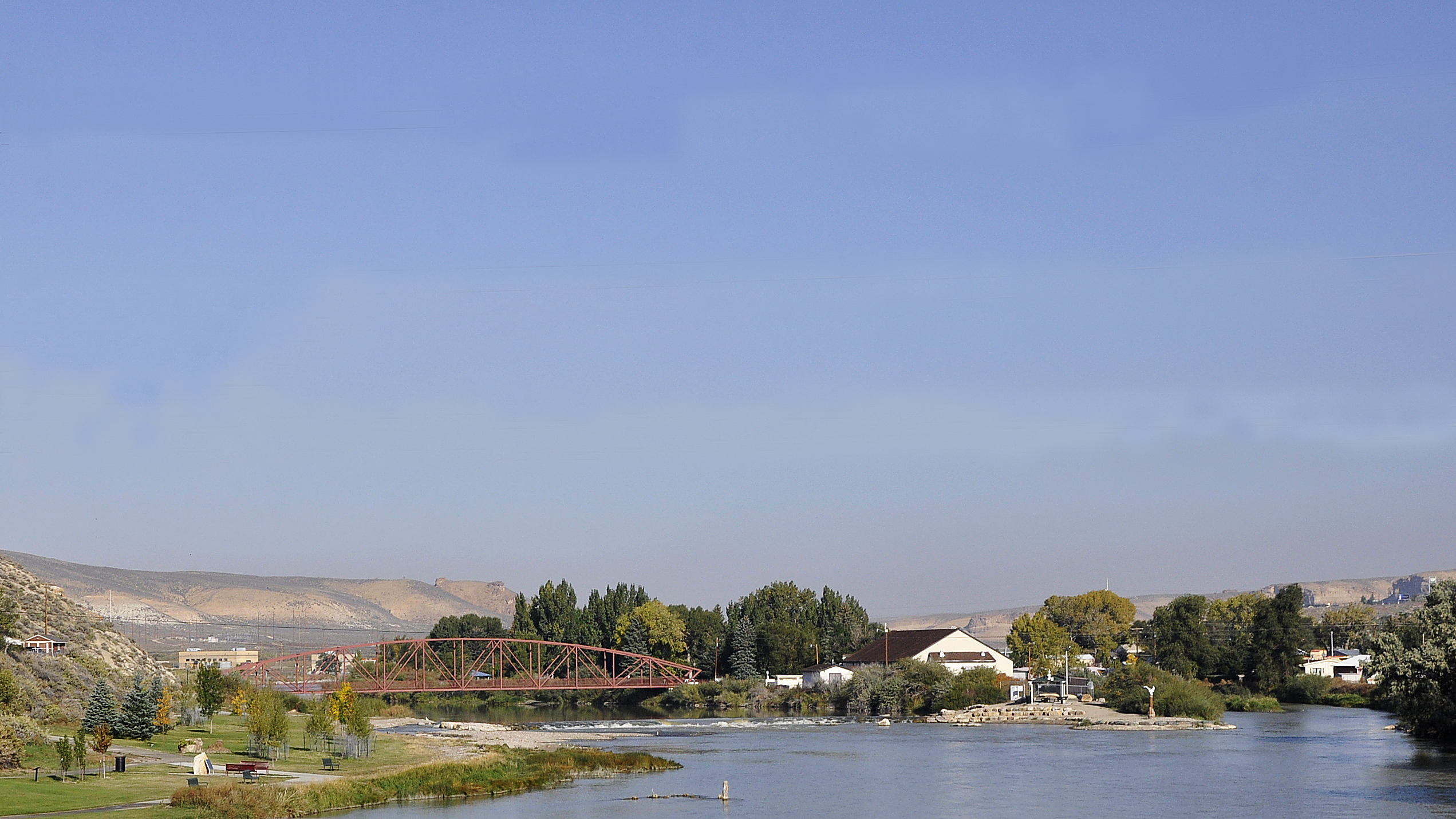
Expedition Island in Green River (Wyoming) waar Powell zijn eerste expeditie startte
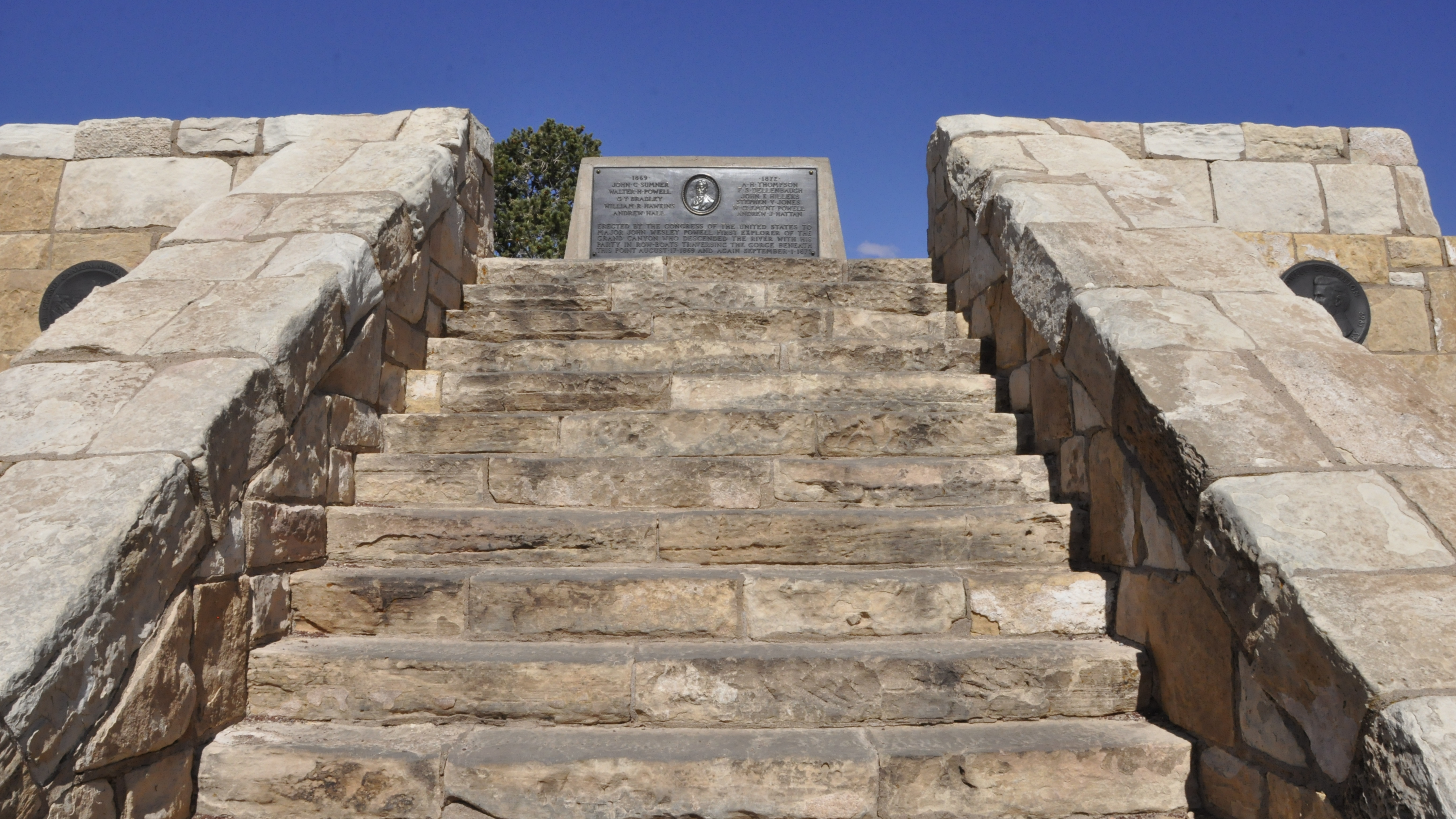
Gedenkmonument bij Powell Point (Grand Canyon) voor de twee tochten van Powell
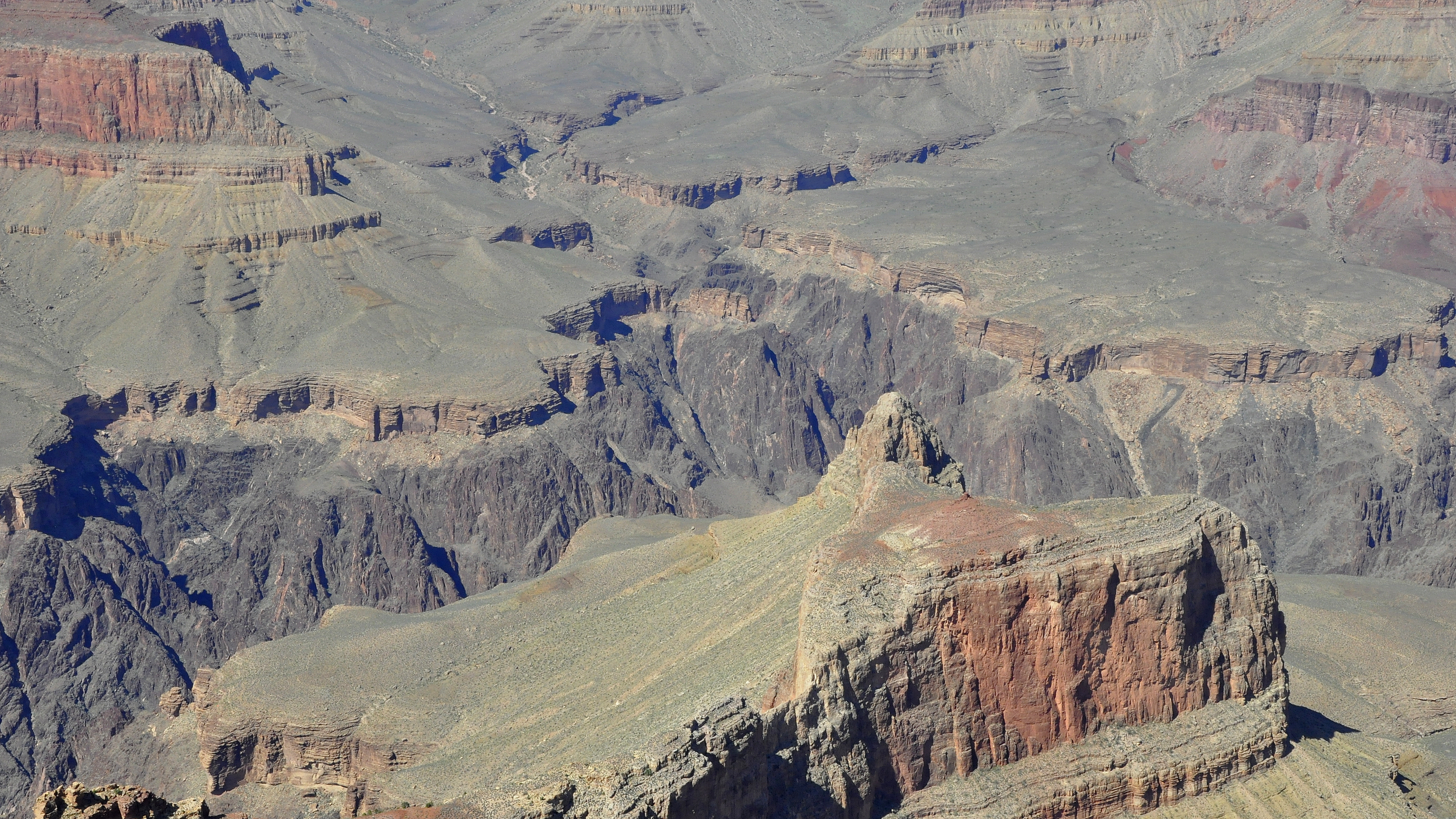
Powell Point
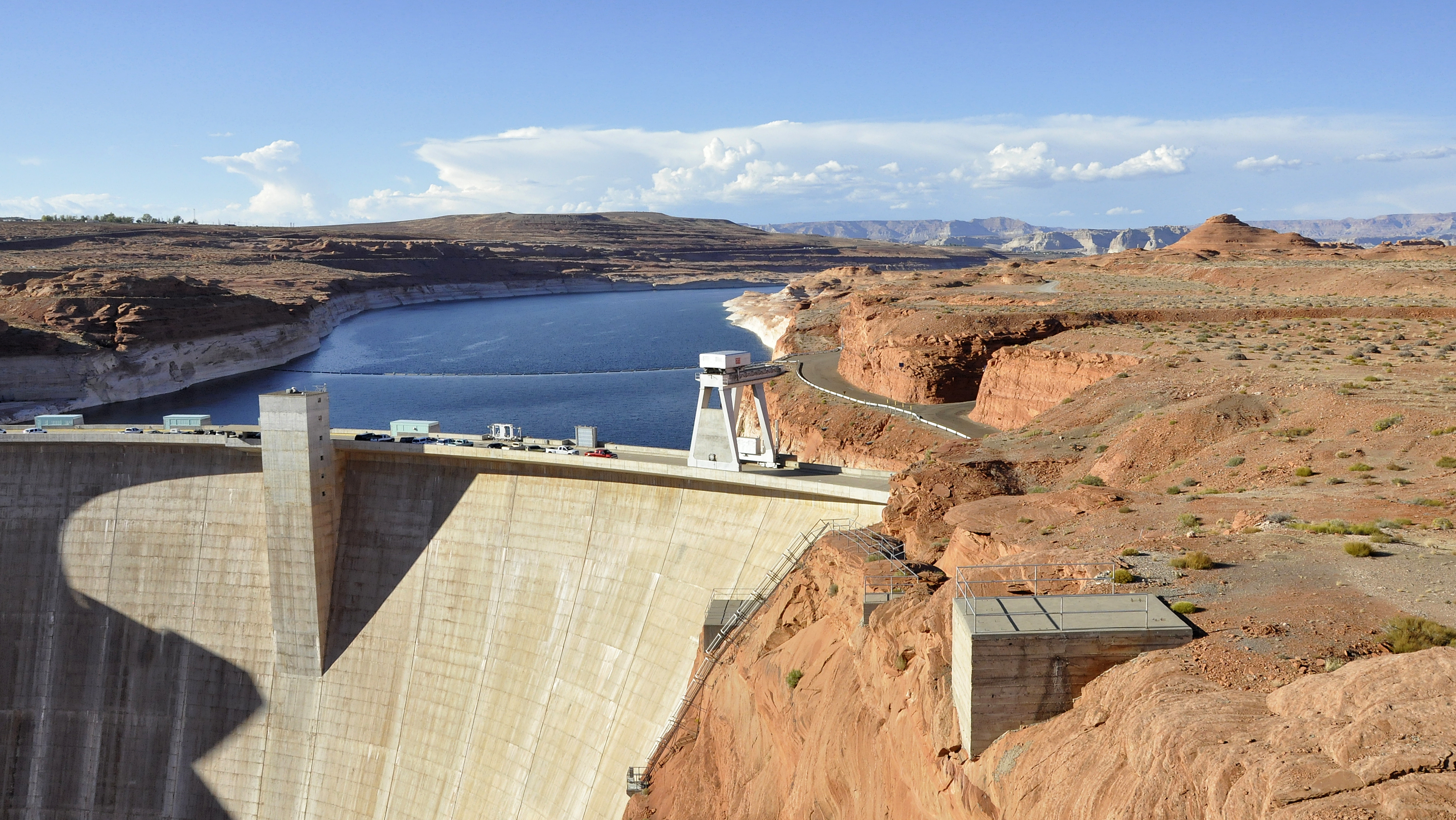
Glen Canyon Dam en Lake Powell